# 63 Возничего
63 Возничего (лат. 63 Aurigae, HD 54716) — одиночная звезда в созвездии Возничего на расстоянии приблизительно 395 световых лет (около 121 парсека) от Солнца. Видимая звёздная величина звезды — +4,886m.

## Характеристики
63 Возничего — оранжевый гигант спектрального класса K4III. Радиус — около 36,88 солнечных, светимость — около 335,368 солнечных. Эффективная температура — около 4068 К.